# Сакаї Юкі
Сакаї Юкі (яп. 坂井 優紀; нар. 10 січня 1989, Тіба, Японія) — японська футболістка, захисниця, виступала в збірній Японії.

## Клубна кар'єра
Сакаї народилася 10 січня 1989 року в префектурі Тіба. Після завершення школи, в 2007 році приєдналася до клубу «Тасакі Перуле». Проте в 2008 році через фінансові проблеми клуб було розформовано. У 2009 році вона перейшла до клубу «ІНАК Кобе Леонесса». Проте в 2012 році підписала контракт з клубом «Мінаї Вегалта Сендай».

## Кар'єра в збірній
У листопаді 2010 року була викликана до молодіжної збірної Японії U-20 для участі на молодіжному чемпіонаті світу 2010 року. У березні 2011 року отримала виклик до збірної Японії на кубку Алгарв 2011. На цьому турнірі, 9 березня, вона дебютувала в японській збірній у поєдинку проти Швеції.

## Статистика виступів у збірній
| національна збірна Японії | національна збірна Японії | національна збірна Японії |
| Рік                       | Матчі                     | Голи                      |
| ------------------------- | ------------------------- | ------------------------- |
| 2011                      | 1                         | 0                         |
| Загалом                   | 1                         | 0                         |

## Досягнення
- Чемпіонат Японії
  -  Чемпіон (1): 2011